# چندهمسری در آنگولا
چندهمسری در آنگولا (انگلیسی: Polygamy in Angola)، اگر چه رسماً غیرقانونی است، با وجود این تعدد زوجات عملی شناخته شده، در اجتماع گسترده‌ای قابل قبول و بسیار رایج در میان مردم آنگولا است. بسیاری از زنان با توجه به کمبود مردان از زمان جنگ داخلی به شیوهٔ چندهمسری زندگی می‌کنند. در آنگولا تحت قانون مدنی یا قوانین عرفی چند همسری به رسمیت شناخته نمی‌شود.